# Михаило Ђусић
Свештеномученик Михаило Ђусић (Гледић код Краљева, 1911 — Блажуј, 1945) је новоканонизовани српски свештеномученик. Био је јеромонах Манастира Жиче.

## Биографија
Свештеномученик Михаило, из манастира Жиче. Јеромонах Михаило (Ђусић) рођен је у селу Гледићу код Краљева, 1911. године. Завршио је Богословски факултет у Београду. Замонашен је 6. јануара 1934. године, а исте године примио је јерођаконски и јеромонашки чин. Партизани су га ухватили, заједно с протосинђелом Јованом Рапајићем, у мају 1945. године и стрељали у Блажују код Сарајева.